# Katrin Schmidt (Badminton)
Katrin Schmidt (* 28. September 1967 in Langenhagen) ist eine ehemalige deutsche Badmintonspielerin aus Niedersachsen.
Nach zahlreichen Medaillen im Nachwuchsbereich gewann sie 1986 ihren ersten Titel bei den Erwachsenen im Doppel mit Kirsten Schmieder. 1992 und 1996 startete sie bei Olympia. Im Einzel wurde sie bei ihrer ersten Teilnahme 17., im Doppel mit Kerstin Ubben 9. 1996 reichte es für die beiden erneut zu Platz 9 im Doppel. Bei der Badminton-Europameisterschaft 1996 gewann die  Paarung Ubben/Schmidt überraschend Bronze.

## Erfolge
| Saison    | Veranstaltung                    | Disziplin   | Platz | Partnerin/Partner                        |
| --------- | -------------------------------- | ----------- | ----- | ---------------------------------------- |
| 1979/1980 | Deutsche Einzelmeisterschaft U14 | Damendoppel | 1     | Corinna Heilbronner (1. BC Neukölln)     |
| 1979/1980 | Deutsche Einzelmeisterschaft U14 | Dameneinzel | 2     |                                          |
| 1981/1982 | Deutsche Einzelmeisterschaft U14 | Dameneinzel | 1     |                                          |
| 1982/1983 | Deutsche Einzelmeisterschaft U16 | Dameneinzel | 1     |                                          |
| 1982/1983 | Deutsche Einzelmeisterschaft U18 | Damendoppel | 1     | Birgit Schilling (SV Fortuna Regensburg) |
| 1982/1983 | Deutsche Einzelmeisterschaft U18 | Mixed       | 2     | Volker Renzelmann (VfL Wolfsburg)        |
| 1983/1984 | Deutsche Einzelmeisterschaft U22 | Mixed       | 1     | Guido Schänzler (TTC Brauweiler 1948)    |
| 1983/1984 | Deutsche Einzelmeisterschaft U18 | Damendoppel | 1     | Cornelia Munz (TuS Wiebelskirchen)       |
| 1983/1984 | Deutsche Einzelmeisterschaft U18 | Dameneinzel | 2     |                                          |
| 1983/1984 | Deutsche Einzelmeisterschaft U22 | Dameneinzel | 2     |                                          |
| 1984/1985 | Deutsche Einzelmeisterschaft U18 | Dameneinzel | 2     |                                          |
| 1984/1985 | Deutsche Einzelmeisterschaft     | Mixed       | 3     | Volker Eiber (LZ Saarn)                  |
| 1984/1985 | Deutsche Einzelmeisterschaft     | Dameneinzel | 2     |                                          |
| 1984/1985 | Deutsche Einzelmeisterschaft U18 | Damendoppel | 1     | Ulrike Scheunemann (TSV Wedel)           |
| 1985      | Junioren-Europameisterschaft     | Dameneinzel | 3     |                                          |
| 1985/1986 | Deutsche Einzelmeisterschaft U22 | Mixed       | 2     | Stephan Kuhl (TTC Brauweiler)            |
| 1985/1986 | Deutsche Einzelmeisterschaft U18 | Mixed       | 1     | Frank Schröder (VfB Lübeck)              |
| 1985/1986 | Deutsche Einzelmeisterschaft     | Damendoppel | 1     | Kirsten Schmieder (OSC 04 Rheinhausen)   |
| 1985/1986 | Deutsche Einzelmeisterschaft U18 | Dameneinzel | 1     |                                          |
| 1986/1987 | Deutsche Einzelmeisterschaft U22 | Damendoppel | 1     | Birgit Schilling (SV Fortuna Regensburg) |
| 1986/1987 | Deutsche Einzelmeisterschaft U22 | Mixed       | 1     | Stephan Kuhl (TTC Brauweiler 1948)       |
| 1986/1987 | Deutsche Einzelmeisterschaft     | Mixed       | 1     | Volker Eiber (LZ Saar)                   |
| 1986/1987 | Deutsche Einzelmeisterschaft U22 | Dameneinzel | 1     |                                          |
| 1986/1987 | Deutsche Einzelmeisterschaft     | Dameneinzel | 1     |                                          |
| 1987      | Swiss Open                       | Damendoppel | 1     | Heidi Krickhaus                          |
| 1987/1988 | Deutsche Einzelmeisterschaft     | Damendoppel | 1     | Kirsten Schmieder (TTC Brauweiler)       |
| 1987/1988 | Deutsche Einzelmeisterschaft     | Dameneinzel | 1     |                                          |
| 1988      | Bitburger Open                   | Mixed       | 1     | Markus Keck                              |
| 1988      | Europameisterschaft              | Damendoppel | 3     | Kirsten Schmieder                        |
| 1988      | Bitburger Open                   | Damendoppel | 1     | Nicole Baldewein                         |
| 1988      | Bitburger Open                   | Dameneinzel | 1     |                                          |
| 1988/1989 | Deutsche Einzelmeisterschaft     | Mixed       | 1     | Volker Eiber (LZ Saar)                   |
| 1988/1989 | Deutsche Einzelmeisterschaft     | Damendoppel | 1     | Kirsten Schmieder (FC Langenfeld)        |
| 1988/1989 | Deutsche Einzelmeisterschaft     | Dameneinzel | 1     |                                          |
| 1989      | Bitburger Open                   | Dameneinzel | 1     |                                          |
| 1989      | Bitburger Open                   | Mixed       | 1     | Chen Jin                                 |
| 1989/1990 | Deutsche Einzelmeisterschaft     | Dameneinzel | 1     |                                          |
| 1990      | Irish Open                       | Damendoppel | 1     | Kerstin Ubben                            |
| 1990/1991 | Deutsche Einzelmeisterschaft     | Dameneinzel | 1     |                                          |
| 1990/1991 | Deutsche Einzelmeisterschaft     | Mixed       | 2     | Markus Keck (Fortuna Regensburg)         |
| 1991      | Swiss Open                       | Mixed       | 2     | Ron Michels                              |
| 1991      | French Open                      | Damendoppel | 1     | Kerstin Ubben                            |
| 1991      | Swiss Open                       | Damendoppel | 1     | Catrine Bengtsson                        |
| 1991/1992 | Deutsche Einzelmeisterschaft     | Dameneinzel | 2     |                                          |
| 1991/1992 | Deutsche Einzelmeisterschaft     | Mixed       | 1     | Uwe Ossenbrink                           |
| 1992      | Olympia                          | Dameneinzel | 17    |                                          |
| 1992      | Olympia                          | Damendoppel | 9     | Kerstin Ubben                            |
| 1992      | Swiss Open                       | Damendoppel | 2     | Kerstin Ubben                            |
| 1992/1993 | Deutsche Einzelmeisterschaft     | Mixed       | 3     | Uwe Ossenbrink                           |
| 1992/1993 | Deutsche Einzelmeisterschaft     | Damendoppel | 3     | Karen Stechmann (FC Langenfeld)          |
| 1993      | Swiss Open                       | Damendoppel | 3     | Kerstin Ubben                            |
| 1993/1994 | Deutsche Einzelmeisterschaft     | Damendoppel | 2     | Kerstin Ubben (OSC Düsseldorf)           |
| 1993/1994 | Deutsche Einzelmeisterschaft     | Mixed       | 3     | Kai Mitteldorf (FC Bayer 05 Uerdingen)   |
| 1994      | Scottish Open                    | Damendoppel | 1     | Kerstin Ubben                            |
| 1994/1995 | Deutsche Einzelmeisterschaft     | Mixed       | 2     | Kai Mitteldorf (SC Bayer 05 Uerdingen)   |
| 1994/1995 | Deutsche Einzelmeisterschaft     | Damendoppel | 1     | Kerstin Ubben (OSC Düsseldorf)           |
| 1995      | Austrian International           | Mixed       | 1     | Björn Siegemund                          |
| 1995/1996 | Deutsche Einzelmeisterschaft     | Damendoppel | 1     | Kerstin Ubben (OSC Düsseldorf)           |
| 1995/1996 | Deutsche Einzelmeisterschaft     | Mixed       | 3     | Kai Mitteldorf (SC Bayer 05 Uerdingen)   |
| 1996      | Olympia                          | Damendoppel | 9     | Kerstin Ubben                            |
| 1996      | Europameisterschaft              | Damendoppel | 3     | Kerstin Ubben                            |
| 1996/1997 | Deutsche Einzelmeisterschaft     | Damendoppel | 1     | Kerstin Ubben (VfL 93 Hamburg)           |
| 1996/1997 | Deutsche Einzelmeisterschaft     | Mixed       | 1     | Björn Siegemund (SV Fortuna Regensburg)  |
| 1998/1999 | Deutsche Einzelmeisterschaft     | Mixed       | 3     | Christian Mohr (FC Langenfeld)           |
| 1999/2000 | Deutsche Einzelmeisterschaft O32 | Damendoppel | 1     | Nicole Baldewein (Bottroper BG)          |
| 1999/2000 | Deutsche Einzelmeisterschaft O32 | Dameneinzel | 1     |                                          |
| 2000/2001 | Deutsche Einzelmeisterschaft O32 | Damendoppel | 1     | Heike Franke (Post SV Ludwigshafen)      |
| 2001/2002 | Deutsche Einzelmeisterschaft O32 | Mixed       | 1     | Eric Farries (1. BCW Hütschenhausen)     |
| 2003/2004 | Deutsche Einzelmeisterschaft O35 | Damendoppel | 1     | Heike Franke (TV Wehen)                  |
| 2004/2005 | Deutsche Einzelmeisterschaft O35 | Damendoppel | 1     | Heike Franke (TV Wehen)                  |
| 2004/2005 | Deutsche Einzelmeisterschaft O35 | Mixed       | 2     | Thomas Lambertz (TV Wehen)               |
| 2005/2006 | Deutsche Einzelmeisterschaft O35 | Mixed       | 2     | Thomas Lambertz (TV Wehen)               |
| 2005/2006 | Deutsche Einzelmeisterschaft O35 | Damendoppel | 1     | Heike Franke (TV Wehen)                  |
| 2006/2007 | Deutsche Einzelmeisterschaft O35 | Mixed       | 2     | Thomas Lambertz (TV Wehen)               |